# La furia umana
La furia umana (White Heat) è un film del 1949 diretto da Raoul Walsh.
Nel 2003 è stato scelto per essere conservato nel National Film Registry della Biblioteca del Congresso degli Stati Uniti.

## Trama
Arthur Cody Jarrett è accusato del feroce assassinio a sangue freddo di quattro uomini durante una rapina ad un treno. Per evitare a sé ed alla sua banda la sedia elettrica, si auto-accusa della rapina ad un motel, per la quale viene condannato a tre anni di carcere nel penitenziario dell'Illinois. Il procuratore distrettuale Archer non è per nulla persuaso dell'estraneità di Cody al crimine e affida a Hank Fallon, un agente infiltrato, il compito di conquistare la fiducia del fuorilegge e ottenere le prove della sua colpevolezza.
Intanto all'esterno infuria la lotta per il controllo della banda e del denaro, affidato da Cody alla madre, donna determinata ed autoritaria. Cody è legato alla madre da un'affezione morbosa sin dai tempi in cui, ancora bambino, trovava in lei l'unico sollievo alle dolorose ricorrenti crisi causate da un male di natura ereditaria. La mente della banda, 'Big Ed', cerca di far eliminare il capo in prigione, ma il complotto fallisce per il tempestivo intervento dell'agente infiltrato, che può così vincere l'iniziale diffidenza di Cody nei suoi confronti e ottenerne l'amicizia. I piani di Hank Fallon sono però compromessi dall'improvviso arrivo della notizia dell'assassinio di Ma' Jarrett, in quanto Cody lo costringe a seguirlo nell'evasione dal carcere.
Saziata la sua sete di vendetta contro il complice-rivale, Cody riprende il controllo della gang e le sue attività criminali. Non saprà mai che la vera autrice dell'esecuzione è stata la moglie Verna, stretta a 'Big Ed' da una lunga segreta relazione. Nel corso di una rapina alle casse di un'industria chimica, la polizia accorre in massa grazie alle indicazioni fornite da Fallon, e sgomina l'intera banda. Cody Jarrett, colpito ripetutamente ma ancora indomito, si farà saltare in aria al grido di "Ci sono Ma': sulla vetta del mondo!"

## Commento al film
Ne La furia umana si possono individuare gli elementi che caratterizzeranno nel periodo 1949-1953, il cinema noir. Da un lato c'è una rinnovata attenzione per l'ambiente culturale e sociale in cui si sviluppa il racconto, una "nuova oggettività", una rinnovata esigenza di realismo, in contrapposizione agli stereotipi melodrammatici, su cui il genere si era ormai logorato.
Molti fra i registi e sceneggiatori protagonisti di questa nuova ondata, come Abraham Polonsky, regista di Le forze del male (1948), o Dalton Trumbo, sceneggiatore di La sanguinaria (1950) di Joseph H. Lewis, saranno oggetto delle attenzioni del Commissione per le attività antiamericane.
Raoul Walsh, uno dei pionieri del cinema, anagraficamente non fa parte di questa generazione di autori e anche la sua frequentazione delle cupe atmosfere del noir è stata occasionale. Eppure, sostenuto dalla fotografia essenziale, priva di concessioni estetizzanti, di Sid Hickox, riesce a trarre dal racconto di Virginia Kellogg un film iperrealista, di incredibile potenza, senza pause, con un ritmo essenziale ed incalzante, considerato generalmente come uno dei capolavori del genere. Emblematica è l'esplosione in aria, nel finale, del vitalistico Cody, che racconta delle immense energie e speranze frustrate nella costrizioni imposte alla vita negli slum delle metropoli ad una generazione ancora allevata nel mito della frontiera.
Collegato a questa nuova esigenza di realismo è il ritorno ai film del genere Gangster, messo da parte durante il periodo bellico per evidenti esigenze di mobilitazione morale della nazione. In questa operazione, la Warner Bros., dopo Edward G. Robinson in L'isola di corallo (1948) di John Huston, scritturò per La furia umana James Cagney, già protagonista di I ruggenti anni venti (1939) dello stesso Raoul Walsh, ultimo gangster-movie dell'epoca d'oro, e la cui immagine era strettamente legata nell'immaginario popolare ad altre figure di bandito, in particolare il Tom Powers di Nemico pubblico (1931) di William A. Wellman.
Nell'interpretare un personaggio complesso, ammalato di epilessia, dominato dalla figura e dalle aspirazioni materne, capace di passare da momenti di disinvolta e quasi gaia ferocia (come quando crivella di colpi attraverso il cofano, l'uomo che in prigione ha tentato di ucciderlo, o spara a sangue freddo ai macchinisti della locomotiva perché lo hanno sentito chiamare per nome da un complice), a momenti di affettuosa intimità (nei solitari monologhi con la madre morta) e sincera amicizia (ad esempio nei confronti del presunto amico Fallon), l'attore sembra prestare il suo corpo alle convulsioni, ai dubbi, all'incertezza di un'intera società.
Nelle periferie urbane dell'America, Raoul Walsh, in maniera circolare, conclude il discorso avviato coi suoi western cupi e crepuscolari.

## Riconoscimenti
La battuta finale del film ("Ci sono, Ma'. Sulla vetta del mondo!", "Made it, Ma! Top of the world!" in lingua originale) è stata inserita nel 2005 nella lista delle cento migliori citazioni cinematografiche di tutti i tempi stilata dall'American Film Institute, nella quale figura al 18º posto. La stessa organizzazione ha classificato Cody Jarett al 26º posto nella classifica dei 50 migliori cattivi cinematografici di sempre.